# Delia aurosialata
Delia aurosialata är en tvåvingeart som beskrevs av Fan 1993. Delia aurosialata ingår i släktet Delia och familjen blomsterflugor.
Artens utbredningsområde är Yunnan (Kina). Inga underarter finns listade i Catalogue of Life.